# Schoenoplectiella perrieri
Schoenoplectiella perrieri är en halvgräsart som först beskrevs av Henri Chermezon, och fick sitt nu gällande namn av Kaare Arnstein Lye. Schoenoplectiella perrieri ingår i släktet Schoenoplectiella och familjen halvgräs. Inga underarter finns listade i Catalogue of Life.